# In Farbe
In Farbe ist das dritte Studioalbum der deutschen Pop-Rock-Band Revolverheld. Es erschien am 12. März 2010 und ist der Nachfolger von Chaostheorie.

## Titelliste
1. Ich werde nie erwachsen – 3:19
2. Spinner – 3:13
3. Mein Leben ist super – 3:21
4. Halt dich an mir fest (feat. Marta Jandová) – 3:56
5. Immer einen Grund zu feiern – 2:50
6. Alles anders – 3:20
7. Darf ich bitten – 3:28
8. Keine Liebeslieder – 3:24
9. Alles wird gut – 3:00
10. Die Liebe liebt mich nicht – 3:27
11. Laute Menschen – 2:55
12. Um unser Leben – 2:21
13. Hamburg hinter uns – 3:15

## Kritik
Adrian Meyer von laut.de kritisiert eine fehlende Veränderung. "Öffnet man jedoch die CD-Hülle, setzt sich das knallig bunte Farbengemisch schnell als grauer und pop-rockiger Allerwelts-Brei in den Gehörgängen fest." Das Revolverheld-Konzept "auf laut folgt leise" sei ausgelutscht.
Arne Jansen von cdstarts.de vergab 3.5 von 10 möglichen Punkten. „In Farbe“ ist deutsche Rockmusik, wie man sie sich harmloser kaum vorstellen kann. Zum Mitsingen, Herumhopsen und gemeinsamen Weltverbessern. Die Fähigkeit, ein paar eingängige Lieder zu schreiben, ist der Band zwar durchaus gegeben, aber sie bleiben eben auch unheimlich altbacken und bieder.
Für pooltrax.com ist Spinner der beste Up-Tempo-Song auf der Platte. Um unser Leben "erinnere stark an die neueren "Deichkind" Sachen, was dem Ganzen sehr gut tut".

## Wissenswertes
Aufgenommen wurde das Album in den PUK Studios in Kopenhagen. Der Stil ist ähnlich wie der der Vorgänger im Bereich des Rock oder Pop-Rock anzusiedeln. Erstmals sind mit den Liedern Darf ich bitten?, Laute Menschen und Um unser Leben elektronische Einflüsse spürbar.

## Singleauskopplungen
Als erste Single wurde Spinner veröffentlicht. Ein Musikvideo folgte dazu.
Im November 2010 wurde Halt dich an mir fest in Zusammenarbeit mit Marta Jandová veröffentlicht. Der Titel wurde in der Casting-Show Popstars vorgestellt, in der Jandová zu dieser Zeit als Jurorin beteiligt war. Auch wenn die Single in den Charts nicht ganz so erfolgreich wie Helden 2008 war, wurde sie trotzdem die erste Single der Band, die mit einer goldenen Schallplatte ausgezeichnet wurde.

## Kommerzieller Erfolg

### Chartplatzierungen
| ChartsChartplatzierungen | Höchstplatzierung | Wochen |
| ------------------------ | ----------------- | ------ |
| Deutschland (GfK)        | 6 (34 Wo.)        | 34     |
| Österreich (Ö3)          | 24 (3 Wo.)        | 3      |

### Auszeichnungen für Musikverkäufe
| Land/Region        | Auszeichnungen für Musikverkäufe (Land/Region, Auszeichnung, Verkäufe) | Verkäufe |
| ------------------ | ---------------------------------------------------------------------- | -------- |
| Deutschland (BVMI) | Gold                                                                   | 100.000  |
| Insgesamt          | 1× Gold ·                                                              | 100.000  |